# NGC 1770
NGC 1770 (другое обозначение — ESO 56-SC35) — большой комплекс звёздных скоплений и областей H II в созвездии Золотой Рыбы. Входит в состав Большого Магелланова Облака.
Этот объект входит в число перечисленных в оригинальной редакции «Нового общего каталога». Различные координаты объекта из разных источников затрудняют нахождения его центра, но на изображениях Digitized Sky Survey-1 он расположен примерно в 40′′ к востоку от звезды 9 величины, которую Джон Гершель видел во время своего второго наблюдения NGC 1770. Область H II в южной части комплекса занесена в Индекс-каталог под обозначением IC 2117